# Maria Litto
Maria Therese Litto (* 10. September 1919 in Ovenhausen, heute zu Höxter; † 25. Oktober 1996 in Hamburg) war eine deutsche Schauspielerin und Tänzerin.

## Leben
Die Tochter des Kellners Ludwig Litto und seiner Ehefrau Wilhelmine, geborene Walter, verbrachte ihre Kindheit mit ihrer Schwester Tilde in Essen und seit 1927 wieder in Höxter, wo der Vater eine Gaststätte betrieb. Maria besuchte die Volksschule in Höxter und anschließend die Mädchenoberschule in Holzminden.
Obwohl bereits 16 Jahre alt, erlernte sie an der Tanzschule „Carus“ in Holzminden und ab ihrem 18. Lebensjahr an der Folkwangschule in Essen den Balletttanz. Am Stadttheater Wuppertal erhielt sie ihr erstes Engagement und gehörte dem dortigen Ensemble zwei Jahre an. 1941 ging sie nach Berlin, wurde Solotänzerin und war ab 1944 Primaballerina am Opernhaus in Berlin.
1942 gab sie ihr Filmdebüt. Längere Zeit erhielt sie nur sehr kleine Rollen, wie die einer Schülerin in Die Feuerzangenbowle neben Heinz Rühmann. Nach dem Krieg machte sie im Film zunächst durch Tanzeinlagen auf sich aufmerksam. 1951 übernahm sie die Titelrolle in der Musikkomödie Die verschleierte Maja (mit Madelon Truss u. a.). Auch Königin der Arena (1952) und Blume von Hawaii (1953) waren ganz auf sie ausgerichtet.
Am 10. November 1954 erhielt Maria Litto einen Vertrag mit der Hamburger Staatsoper. 1955 verkörperte sie die Schlange in der Uraufführung von Werner Egks Oper Irische Legende und spielte in Richard Strauss’ Oper Salome bei einem Gastspiel an der Mailänder Skala. Weitere Bühnenauftritte gab sie in dem Ballett Der wunderbare Mandarin und im September 1956 in Der Engel von Montparnasse in der Kleinen Komödie in Hamburg. Nach dem Ballet Formender Wille folgte das Musical Fanny im Thalia Theater in Hamburg. Ende der 60er Jahre trat sie auch an der Metropolitan Opera in New York auf.
In den sechziger Jahren übernahm Maria Litto immer mehr die Aufgaben einer Choreografin. Zusammen mit ihrem Tanzpartner und Ehemann Heinz Schmiedel studierte sie zahlreiche Darbietungen des Fernsehballetts ein. Im Film war sie noch in einigen Nebenrollen zu sehen. Bei drei Edgar-Wallace-Filmen spielte sie etwas anrüchige Halbweltdamen. 1970 spielte sie die Hauptrolle in der Fernsehserie „Tournee – Ein Ballett tanzt um die Welt“ als Ballettmeisterin Maria. An ihrer Seite spielten in weiteren Hauptrollen Edith Schultze-Westrum, Gerhart Lippert, Albert Venohr und Harry Wüstenhagen.
Maria Litto war von April 1945 bis 1951 mit dem Schweizer Heinz Erzinger verheiratet. Am 30. Juni 1958 heiratete sie ihren langjährigen Tanzpartner Heinz Schmiedel. Nach dessen plötzlichem Tod am 3. Dezember 1978 trat sie nur noch selten in der Öffentlichkeit in Erscheinung.

## Filmografie (Auswahl)
- 1942: Der Seniorchef
- 1942: Hab mich lieb
- 1943: Ein Walzer mit dir
- 1943: Geliebter Schatz
- 1943: Zirkus Renz
- 1943: Liebespremiere
- 1943/52: Moselfahrt mit Monika
- 1944: Der Mann, dem man den Namen stahl
- 1944: Die Feuerzangenbowle
- 1944: Nora
- 1944: Das Leben ruft
- 1950: Melodie des Schicksals
- 1951: Professor Nachtfalter
- 1951: Sensation in San Remo
- 1951: Die verschleierte Maja
- 1952: Königin der Arena
- 1953: Blume von Hawaii
- 1955: Drei Tage Mittelarrest
- 1955: Dunja
- 1956: Drei Birken auf der Heide
- 1957: Der Etappenhase
- 1958: Grabenplatz 17
- 1960: Das hab’ ich in Paris gelernt
- 1960: Der Rächer
- 1961: Wie einst im Mai (TV)
- 1968: Der Gorilla von Soho
- 1969: Der Mann mit dem Glasauge
- 1970: Das gelbe Haus am Pinnasberg
- 1970: Kannibal Komix oder Das Haus in Weiß (TV)
- 1970/71: Tournee – Ein Ballett tanzt um die Welt (TV-Serie)
- 1979: Derrick – (Folge 60: Besuch aus New York)